# Анархо-примітивізм

Прапор анархо-примітивізму

Анархо-примітивізм (скор. анприм) — анархістська ідеологія, яка критикує витоки та досягнення цивілізації. Представники ідеології анархо-примітивізму стверджують, що перехід від полювання та збиральництва до сільського господарства дав початок розшарування суспільства, примусу і відчуженості. Вони є прихильниками відмови від цивілізації за допомогою деіндустріалізації, скасування поділу праці та спеціалізації, відмови від великомасштабних технологій.
Анархо-примітивізму близька концепція «золотої доби», як встановив Мірча Еліаде, докладно дослідивши цю тему, встановив, що міфологема золотої доби сягає часів неолітичної революції, яка є реакцією на введення землеробства. Золоту добу незмінно супроводжують міфологеми «втраченого раю» і «благородного дикуна». Цей архетип лежить в основі будь-якої утопічної ідеології.
Крім анархо-примітивізму існує безліч інших напрямків примітивізму. Не всі примітивісти звертають увагу на проблеми сучасної цивілізації. Деякі, такі як Теодор Качинський, бачать корінь зла в індустріальної революції. Інші — в різних більш древніх досягнення цивілізації: появі монотеїзму, писемності, початку використання металевих інструментів. Є анархісти, такі як Вольф Ландстрайхер, що підтримують деякі ідеї анархо-примітивізму, але не вважають себе анархо-примітивістами.

## Концепція
Примітивісти стверджують, що до приходу сільського господарства люди жили невеликими, мігруючими колективами, в яких існувала соціальна, політична та економічна рівність. На їхню думку, в цих колективах була відсутня ієрархія.
Примітивісти вважають, що сільське господарство привело до того, що людство стало навіки прив'язане до технологічних процесів і абстраговані владним структурам, що виникли на грунті поділу праці і ієрархізму.  Серед примітивістів немає згоди з приводу того, наскільки в анархічному суспільстві буде розвинене городництво.  Деякі наполягають на ролі пермакультури, інші ж відстоюють виключно полювання і збирання.  Примітивісти з пропагандистськими цілями використовують деякі факти культурної антропології та археології.  За останні півстоліття суспільства, які раніше вважалися варварськими, були переоцінені академічними колами.  Деякі вчені зараз вважають, що стародавня людина жила у відносному мирі та процвітанні.  Наприклад, Френк Хоул, фахівець з раннього сільському господарству, і Кент Фленнері (Kent Flannery), фахівець з мезоамериканські цивілізації вважали, що ніхто на землі не мав стільки вільного часу як мисливці і збирачі, які витрачали його, в першу чергу, на ігри,  бесіди та відпочинок.
Такі дослідники як Карл Полані і Маршалл Салінса (Marshall Sahlins) характеризували примітивні суспільства як економіку дару, де речі оцінювалися за їх користю і красою, а не вартістю. На їхню думку, розподіл в суспільстві в цілому відбувалося без оглядки на роботу, виконану його членами.  Робота виконувалася без думки про оплату або особистого прибутку.  Більш того, такого поняття як «робота» не існувало.
Інші мислителі, такі як Пол Шепард (Paul Shepard) (вплив на якого справив антрополог Клод Леві-Стросс) писали про «еволюційний принцип», який, грубо кажучи, привів до того, що види покинули свою природну середу і їх образ дій став «патологічним ».

### Цивілізація
Примітивісти розглядають якості цивілізації громадські інститути, органи влади, одомашнення диких тварин.  Головним чином, вони зосереджують увагу на їх витоках.  Цивілізація розглядається ними як основна проблема і корінь гноблення, яка повинна бути демонтована або зруйнована.
Примітивісти описують зліт цивілізації як зрушення, що відбулося в останні 10 тисяч років.  Вони стверджують, що до цивілізації: вільний час було в достатку;  існували гендерні рівність і автономія;  погляд на природу виключав її руйнування;  відсутнє організоване насильство;  не існувало посередницьких і формальних структур;  люди були здоровими і сильними.  Примітивісти стверджують, що цивілізація стала причиною виникнення: воєн;  підлеглого становища жінки;  зростання населення;  монотонної роботи;  поняття власності;  ієрархії;  практично всіх відомих захворювань.  Вони заявляють, що цивілізація виникає і залежить від посиленого і незворотного зречення від інстинкту свободи.

### Поділ праці та спеціалізація
Примітивісти схильні вважати поділ праці і спеціалізацію фундаментальними і суперечливими проблемами, що мають вирішальне значення в соціальних відносинах всередині цивілізації.  Вони вважають відхід від здатності піклуватися про себе і забезпечувати свої потреби, технікою роз'єднання і позбавлення сенсу, увічненої цивілізацією.  Спеціалізація розглядається як явище веде до неминучого нерівності впливу і підриву рівноправних відносин.

### Виробництво і індустріалізація
Згідно примітивістів ключову роль в сучасній техно-капіталістичної структурі грає індустріалізація - механізована система виробництва, заснована на централізованій владі і експлуатації людей і природи.  Індустріалізація не може існувати, як вони кажуть, без геноциду, екоцид і колоніалізму.  Також вони стверджують, що, щоб підтримувати індустріалізацію хоча б в легкій формі потрібні примус, вигнання з земель, знищення культур, асиміляція, екологічне спустошення і глобальна торгівля.  Примітивісти вважають, що індустріальна стандартизація життя втілює і перетворює її в товар, розглядаючи життя як потенційний ресурс.  Вони вважають свою критику індустріалізації природним розширенням анархічного критичного аналізу держави, тому що вважають, що індустріалізація за своєю суттю авторитарна.
Аргументи примітивістів проти індустріалізації такі.  Щоб підтримувати індустріальне суспільство необхідно завойовувати і колонізувати землі, щоб отримувати невідновлювані ресурси, щоб забезпечувати паливом і підтримувати машини.  Подібний колоніалізм раціоналізовано расизмом, сексизмом і культурним шовінізмом.  У процесі отримання цих ресурсів люди повинні бути змушені відмовитися від своїх земель.  Також, щоб змусити людей працювати на фабриках, які виробляють машини, вони повинні бути поневолені, стати залежними і підкореними деструктивної токсичною деградуючою індустріальної системою.
Примітивісти впевнені, що індустріалізація не може існувати без великої централізації і спеціалізації.  Крім того, вони впевнені, що індустріалізація потребує того, щоб ресурси перевозилися по всьому світу для того, щоб увічнити її існування, і такої глобалізм, як вони стверджують, підриває місцеву автономію і самостійність.  Нарешті, примітивісти стверджують, що механістичне світогляд, що криється за індустріалізацією, виправдовувало рабство, геноцид, а також підлегле становище жінок.

### Патріархат і репресивна цивілізація
На думку деяких дослідників, поява репресивної цивілізації збігається з появою патріархату.  Дослідженням зв'язку з цим останнім часом приділяється багато уваги, наприклад учнями Вільгельма Райха було вироблене антропологічне дослідження «Saharasia Discovery and Research» - порівняльний аналіз даних про 1170 культурах, з метою виявлення витоків репресивної цивілізації і патріархату.  Ці дослідження співзвучні поглядам примітивістів, які стверджують, що рано продуктом приручення на початку переходу до цивілізації є патріархат - формалізація чоловічого домінування і інститути, які зміцнюють його.
Примітивісти кажуть, що створенням фальшивих гендерних відмінностей між чоловіками і жінками, цивілізація знову створює «інше», яке може втілюватися, контролюватися, придушуватися, використовуватися і споживатися.  Вони вбачають в цьому паралель одомашнення рослин для сільського господарства і тварин для скотарства як в загальних рисах, так і в особливостях кшталт контролю за розмноженням.  Примітивісти вказують, що, як і в інших сферах соціальної стратифікації, ролі призначені жінкам покликані служити створенню суворого і передбачуваного порядку заради користі ієрархії.  Вони заявляють, що жінки стали розглядатися як власність, яка нічим не відрізняється від посівів і стад.  Примітивісти стверджують, що право власності та абсолютний контроль над землею, тваринами, рабами, дітьми та жінками - частина рушійної сили цивілізації.
Патріархат, на думку примітивістів, вимагає підпорядкування жіночого начала і узурпації природи, просуваючи нас до повного знищення.  Вони стверджують, що він означає владу, контроль і придушення дикості, свободи і життя.  Вони кажуть, що патріархат диктує наші взаємини: до себе, нашої сексуальності, один до одного, природі.  Вони стверджують, що він жорстко обмежує спектр нашого можливого досвіду.

### Неприйняття науки
Примітивісти відмовляються від сучасної науки як методу пізнання світу.  Наука примітивістами не рахується нейтральної.  Вона розглядається як насичена мотивами і припущеннями, які є результатом цивілізації, і підсилює її.  Сучасна наука, як вважають примітивісти, це спроба сприймати світ як скупчення окремих об'єктів, які повинні бути обстежені і зрозумілі.  Щоб виконати це завдання, примітивісти вважають, що вчені змушені дистанціюватися емоційно і фізично, щоб мати односторонній джерело інформації, який переміщається від спостережуваного об'єкта до них самим, не визначається як частина того об'єкта.
Примітивісти стверджують, що подібний механістичний погляд близький до того, щоб стати панівною релігією сучасності.  Вважаючи, що наука прагне до відносин лише з кількісним, примітивісти припускають, що такий підхід не допускає цінностей або емоцій.  Примітивісти сприймають науку як яка заявляє, що тільки відтворювані, передбачувані і однакові для всіх спостерігачів речі - реальні і важливі.  У той час як примітивісти вірять, що реальність не відтворена, непередбачувана і не однакова для всіх спостерігачів.
Наука розглядається примітивістами лише як часткове розгляд дійсності, через що вона винна в уявному редукціонізмі.  Спостереження, втілення, вимір, передбачуваність, керованість і однорідність - принципи і методи науки.  Це, вважають примітивісти, призводить до всесвітнього поданням, що все повинно бути втілено, підраховано, керовано і уніфіковано.  Примітивісти також вважають, що наука просуває ідею про те, що від нестандартних практик, ідей і людей потрібно позбутися як від недосконалих деталей машини.

## Критика

### Критика в рамках анархізму
Серед критиків примітивізму є широко відомі теоретики анархізму: Ноам Чомскі, Майкл Альберт, Брайан Шеппард, Ендрю Флад, Стюарт Хоум, Кен Небб і Мюррей Букчин.  Мюррей Букчин в роботі «Соціальний анархізм або анархізм як стиль життя» пише про конфлікт між більш традиційної соціалістичної «соціальної екологією» і більш радикальної «глибинної екологією» примітивістів.  Шеппард стверджує, що анархо-примітивізм не є формою анархізму.  У роботі «Анархізм проти примітивізму» він говорить: «В останні десятиліття групи квазі-релігійних містиків почали зрівнювання примітивізму, який вони проповідували (відмова від науки, раціоналізму і технології, часто об'єднані узагальнюючим поняттям "технологія"), з анархізмом.  Насправді, ці дві речі несумісні ».  Флад згоден з цим твердженням і вказує, що примітивізм стикається з тим, що він визначає як фундаментальну мету анархізму - «створення вільного масового суспільства».

## Відомі анархо-примітивісти
Теодор Качинський
Мішель Онфре
Фреді Перлман
Максим Кривош